# Павел II
 Тази статия е за римския папа.  За константинополския патриарх с това име вижте Павел II (константинополски патриарх).  
Павел II е римски папа от 30 август 1464 до 26 юли 1471 г. Рожденото му име е Пиетро Барбо (на италиански: Pietro Barbo).